# Adul Muensamaan
Adul Muensamaan (Thai: อดุลย์ หมื่นสมาน; * 17. November 1981 in Satun) ist ein ehemaliger thailändischer Fußballspieler und heutiger Trainer.

## Karriere

### Spieler
Seinen ersten Vertrag unterschrieb Adul Muensamaan 2005 bei TOT SC. Der Verein war in Bangkok beheimatet und spielte in der ersten Liga, der Thai Premier League. 2007 wechselte er zum damaligen Zweitligisten Chula-Sinthana FC nach Bangkok. 2008 wurde der Verein in Chula United FC umbenannt und später, 2010, in BBCU FC. 2007 wurde der Verein Vizemeister der zweiten Liga und man stieg in die erste Liga auf. Nach 105 Spielen wechselte er 2013 zum Ligakonkurrenten Police United, einem Verein, der ebenfalls in Bangkok beheimatet war. Hier absolvierte er bis 2015 56 Spiele. 2015 wurde er mit Police Zweitligameister. 2016 verließ Police und schloss sich dem Drittlisten Chamchuri United FC, einem Universitätsverein aus Bangkok, an. Nach einem Jahr und 19 Spielen ging er 2017 nach Prachuap. Hier unterzeichnete er einen Vertrag beim damaligen Zweitligisten PT Prachuap FC. Am Ende der Saison stieg mal als Tabellendritter in die erste Liga auf. Am 28. September 2019 stand er im Endspiel des Thai League Cup, wo man gegen Buriram United im Elfmeterschießen gewann. Im Sommer 2022 wechselte der mittlerweile 41-jährige zum Drittligisten Songkhla FC. Mit dem Verein aus Songkhla spielte er zehnmal in der Southern Region der Liga. Am Ende der Saison feierte er mit dem Songkla die Meisterschaft der Region. In den Aufstiegsspielen konnte man sich jedoch nicht durchsetzen. Im Sommer 2023 wechselte er nach einer Spielzeit zum Ligarivalen Pattani FC. Hier bestritt er sieben Ligaspiele. Der PT Satun FC, ein Drittligist der Southern Region, nahm in im Dezember 2023 für den Rest der Spielzeit unter Vertrag. Hier kam er jedoch nicht zum Einsatz. Im Sommer 2024 beendete er seine Karriere als Fußballspieler.

### Trainer
Ende Dezember 2024 übernahm Adul Muensamaan das Traineramt beim Drittligisten FC Yala. Mit dem Verein spielt er in der Southern Region der Liga.

## Erfolge
Police United
- Thailändischer Zweitligameister: 2015

PT Prachuap FC
- Thailändischer Ligapokalsieger: 2019

Songkhla FC
- Thai League 3 – South: 2022/23